# Johnny Szlykowicz
Johnny Szlykowicz (Beaune, Francia, 3 de diciembre de 1980) es un futbolista francés, de origen polaco. Juega de centrocampista y su actual equipo es el SR Delémont de la Challenge League de Suiza.

## Carrera
Johnny Szlykowicz comenzó su carrera en el Pau FC de Francia en 2002; pasó por el club suizo Delémont y actualmente juega en el Neuchâtel Xamax FC como centrocampista.

## Clubes
| Club              | País    | Año       |
| ----------------- | ------- | --------- |
| Pau FC            | Francia | 2002-2004 |
| SR Delémont       | Suiza   | 2004-2006 |
| Neuchâtel Xamax   | Suiza   | 2006-2009 |
| FC Lausanne-Sport | Suiza   | 2009-2010 |
| SR Delémont       | Suiza   | 2010-     |

- Datos: Q2778228